# Conservatorio profesional de música Francisco Escudero
El Conservatorio profesional de música Francisco Escudero (Conservatorio de Música de San Sebastián; oficialmente Conservatorio de Música de Grado Medio Francisco Escudero, en euskera: Francisco Escudero Erdi Mailako Musika Kontserbatorioa) es una institución educativa musical de San Sebastián, España, creada en 1879.

## Historia
En 1877 el Ayuntamiento de San Sebastián creó la Escuela de Solfeo, nombrando como profesores de la misma a Juan José Santesteban, maestro de capilla y organista de la iglesia donostiarra de Santa María del Coro, y a Raimundo Sarriegui, autor de la Marcha de San Sebastián y otras obras populares.
Dos años más tarde, en 1879, y tomando como núcleo aquella Escuela, se creó oficialmente la Academia Municipal de Música y se nombró a Fermín Barech profesor de violín y posteriormente director de la misma.
La incorporación de nuevas especialidades fue rápida. Así, en 1880 se anuncia la matrícula para la "enseñanza pública de silbo" (txistu) y poco después pasa a impartir solfeo, flauta, fagot, oboe, cornetín, trompa, trombón, bombardino, violín, violonchelo, contrabajo, clarinete y saxofón, aglutinando a un total de 358 alumnos.
Ya en el siglo XX, el 28 de febrero de 1936 el Ministerio de Instrucción Pública reconoció a este centro la validez de los estudios en él impartidos, con lo que pasaba a convertirse en un Conservatorio de Grado Elemental . Tres años más tarde, el 15 de abril de 1939, le fue reconocida, también, la validez para los estudios de Grado superior.
Décadas después, el 12 de mayo de 1976, y en el marco de una reorganización de los conservatorios a nivel nacional, se le reconoció al Conservatorio de Música de San Sebastián la oficialidad del Grado Elemental para los estudios de piano, medida que se ampliaba el 14 de noviembre de 1980 al reconocérsele de nuevo la oficialidad de todas las asignaturas del Grado superior. En esta época, y desde sus comienzos, el conservatorio era un centro público dependiente del Ayuntamiento de San Sebastián, es decir, de gestión municipal. 
A partir de esta fecha, el denominado Conservatorio Superior Municipal de Música de San Sebastián se convierte en el único Conservatorio de Grado Superior de toda la mitad norte de España. Durante este período, al centro asisten alumnos de procedencias muy diversas para recibir enseñanzas de materias específicas tales como pedagogía musical, musicología, composición y dirección de orquesta entre otras, de tal manera que muchos de los actuales profesores y profesionales del mundo de la música del entorno geográfico del País Vasco se formaron en este centro. Durante una etapa su intensa actividad cristalizó en una oferta superior a los 360 conciertos anuales, además de en la variedad de agrupaciones, tales como orquesta sinfónica, banda sinfónica, grupo de ballet, orquesta de acordeones, grupo de percusión, etc.
En 1993 comienza un proceso de transferencia de titularidad, que culmina en 1998, por el que el Conservatorio se integra en la red pública de enseñanzas del Departamento de Educación del Gobierno Vasco, tras un breve período de tres años entre 1995 y 1998 en el que la titularidad del centro estuvo compartida entre el Ayuntamiento de San Sebastián y el gobierno autonómico. Este proceso puso punto final al carácter municipal del centro después de 119 años.
Junto con el cambio de titularidad, el conservatorio perdió el Grado Superior, impartiendo exclusivamente el Grado Medio y examinando por libre a los alumnos del Plan 66, antiguo modelo de estudios. La aniquilación del Grado Superior supuso un vacío académico muy importante, ya que no era posible hacer los estudios superiores de música en el País Vasco. Tras algunas dificultades, el Gobierno Vasco creó Musikene, el Centro Superior de Música del País Vasco, gestionado por una fundación privada pero de carácter público.
En 2000 se incorporó al Conservatorio el Grado Elemental, y a partir del curso escolar 2002/2003 se implantó el Bachillerato Musical, convirtiéndose en uno de los pocos centros del país que lo ofrece.
El Conservatorio de Música de San Sebastián, y según Orden de 21 de septiembre de 2004 publicada en el BOPV, pasó a llamarse Conservatorio Francisco Escudero, como homenaje al compositor guipuzcoano Francisco Escudero García de Goizueta, que desarrolló en él buena parte de su trayectoria profesional.

## Actividades y servicios

### Biblioteca
En 2006 fue reabierta al público su Biblioteca, tras un profundo proceso de reforma y traslado que ha culminado con la digitalización total de su importante archivo histórico, en el cual hay relevantes ediciones originales y manuscritos, entre ellos uno de Isaac Albéniz. Parte del mismo procede del archivo de la Orquesta del Casino de San Sebastián, de la belle époque, y que fue adquirido por el Conservatorio en los años 50.

## Músicos destacados ligados al conservatorio
- Raimundo Sarriegui
- Luis Urteaga
- Beltrán Pagola
- Alfredo Larrocha
- César Figuerido
- Tomás Garbizu
- Ramón Usandizaga
- José María Usandizaga
- Jesús Guridi
- José Antonio Medina Labrada
- Juan Padrosa
- Jesús González Alonso
- Pedro Gorostola
- Eduardo Hernández Asiaín
- Pablo Sorozábal
- Francisco Escudero
- Tomás Aragüés
- Alberto Iglesias
- Juan José Ocón
- Ramon Lazkano
- Ainhoa Arteta
- Miguel Bikondoa
- Gotzon Aulestia
- Marta Zabaleta
- Iñaki Salvador
- Judith Jaúregui